# Andoni Zubizarreta
Andoni Zubizarreta Urreta (* 23. Oktober 1961 in Vitoria-Gasteiz, Provinz Álava) ist ein spanischer Fußballfunktionär und ehemaliger Fußballtorwart. Von Oktober 2016 bis Mai 2020 arbeitete er als Sportdirektor für den französischen Erstligisten Olympique de Marseille.
Mit seinen 622 Ligaeinsätzen für Athletic Bilbao, den FC Barcelona und den FC Valencia ist Zubizarreta gemeinsam mit Joaquín Rekordspieler der spanischen Primera División. Vom 13. Oktober 1993 bis zum 15. November 2011 war er außerdem spanischer Rekordnationalspieler, ehe er von Iker Casillas abgelöst wurde. Wegen seines Arbeitseifers und seiner starken Führungspersönlichkeit wurde er auch El Centurión (dt. Der Centurio) genannt.

## Karriere

### Als Spieler
Andoni Zubizarreta wurde am 23. Oktober 1961 in Vitoria-Gasteiz geboren und verbrachte seine Kindheit in Aretxabaleta, einer Kleinstadt in der baskischen Provinz Gipuzkoa. Beim lokalen Klub Unión Deportiva Aretxabaleta begann er 1977 auch seine Karriere. Nach zwei Jahren wechselte der Baske zu Deportivo Alavés, bevor ihn Athletic Bilbao 1980 verpflichtete. Trainer Javier Clemente machte den Juniorennationalspieler Zubizarreta zur Saison 1981/82 zum Stammtorhüter und er bestritt am 19. September 1981 seine erste Partie in der Primera División (0:2-Niederlage gegen Atlético Madrid). Dort wurde er zweimal spanischer Meister (1983 und 1984). Nachdem er 1986 zum FC Barcelona gegangen war, gewann er unter anderem den Europapokal der Landesmeister (1992) und noch vier weitere Male die spanische Meisterschaft. 1994 wechselte er ein letztes Mal den Klub, er ging zum FC Valencia, bei dem er 1998 seine Karriere beendete.
Sein erstes Länderspiel bestritt er am 23. Januar 1985 gegen Finnland (3:1). Am 24. Juni 1998 beendete er beim WM-Vorrundenspiel gegen Bulgarien (6:1) seine Nationalmannschaftskarriere.
„Zubi“, wie er von Fans und Medien genannt wird, war WM-Teilnehmer 1986, 1990, 1994 und 1998. Außerdem nahm er 1984, 1988 und 1996 an der Europameisterschaft teil.

### Als Funktionär
Zubizarreta war drei Jahre lang Sportdirektor bei Athletic Bilbao. Danach war er als Kommentator im Fernsehen zu sehen. Im Juli 2010 wurde er Sportdirektor beim FC Barcelona als Nachfolger von Txiki Begiristain. Anfang Januar 2015 wurde er entlassen.
Am 27. Oktober 2016 übernahm er beim französischen Erstligisten Olympique Marseille den Posten des Sportdirektors, Mitte Mai 2020 erfolgte die einvernehmliche Trennung. Sein Nachfolger wurde Pablo Longoria.

## Erfolge
- Europapokal der Landesmeister: 1992
- Europapokal der Pokalsieger: 1989
- UEFA Super Cup: 1992
- Spanische Meisterschaft: 1983, 1984, 1991, 1992, 1993, 1994
- Spanischer Pokal: 1984, 1988, 1990
- Spanischer Superpokal: 1991, 1992
- Vizeeuropameisterschaft: 1984
- Teilnahme an einer Weltmeisterschaft: 1986 (5 Einsätze), 1990 (4 Einsätze), 1994 (4 Einsätze), 1998 (3 Einsätze)
- Teilnahme an einer Europameisterschaft: 1984 (kein Einsatz), 1988 (3 Einsätze), 1996 (4 Einsätze)
- Spaniens Fußballer des Jahres: 1987 (Don Balón)